# Malá Strana (přírodní rezervace, okres Jablonec nad Nisou)
Malá strana je přírodní rezervace na jižním úpatí Jizerských hor vyhlášená za účelem ochrany přírodovědně nejcennějšího přechodového rašeliniště a lučních společenstev v Jizerských horách, na jejichž území se nachází několik ohrožených rostlinných i živočišných druhů. Rezervace se nachází v Horním Maxově ve správním obvodě Lučany nad Nisou, v okrese Jablonec nad Nisou v Libereckém kraji. Přírodní rezervace byla vyhlášena v roce 1994, což ji činí nejmladší přírodní rezervací v Jizerských horách. Má celkovou výměru 26,62 ha, přičemž nezbytné ochranné pásmo má rozlohu 7,76 ha.

## Lokalita
Území přírodní rezervace se rozkládá na jižním úpatí podhůří Jizerských hor, v údolí potoka Rábenka, protínajícího celé území, v nadmořské výšce mezi 705–755 metry. Celá oblast leží v mělkém údolí sevřeným hřebeny vrcholů, na jejichž jižní straně se nachází vrcholy Krásný (797 m) a Bramberk (787 m), na severní straně pak vrcholy Slovanka (819 m) a Severák (808 m). Oblast Malá strana se nachází na území vesnice Horní Maxov, ve správním obvodě Lučany nad Nisou.

## Historie
Původně byla téměř celá oblast Malé strany pokryta lesem, dnes je většina území pokryta lučními a mokřadními společenstvy, jež se zde vyvinuly v důsledku historického osidlování údolí od 15. století. Horní Maxov se v písemných pramenech objevuje až od roku 1670, lze tedy předpokládat, že k nejintenzivnějšímu odlesňování docházelo právě v této době. Zamokřené oblasti v blízkosti potoka Rábenka byly s největší pravděpodobností zbavovány lesního porostu jen částečně a velmi pomalu.

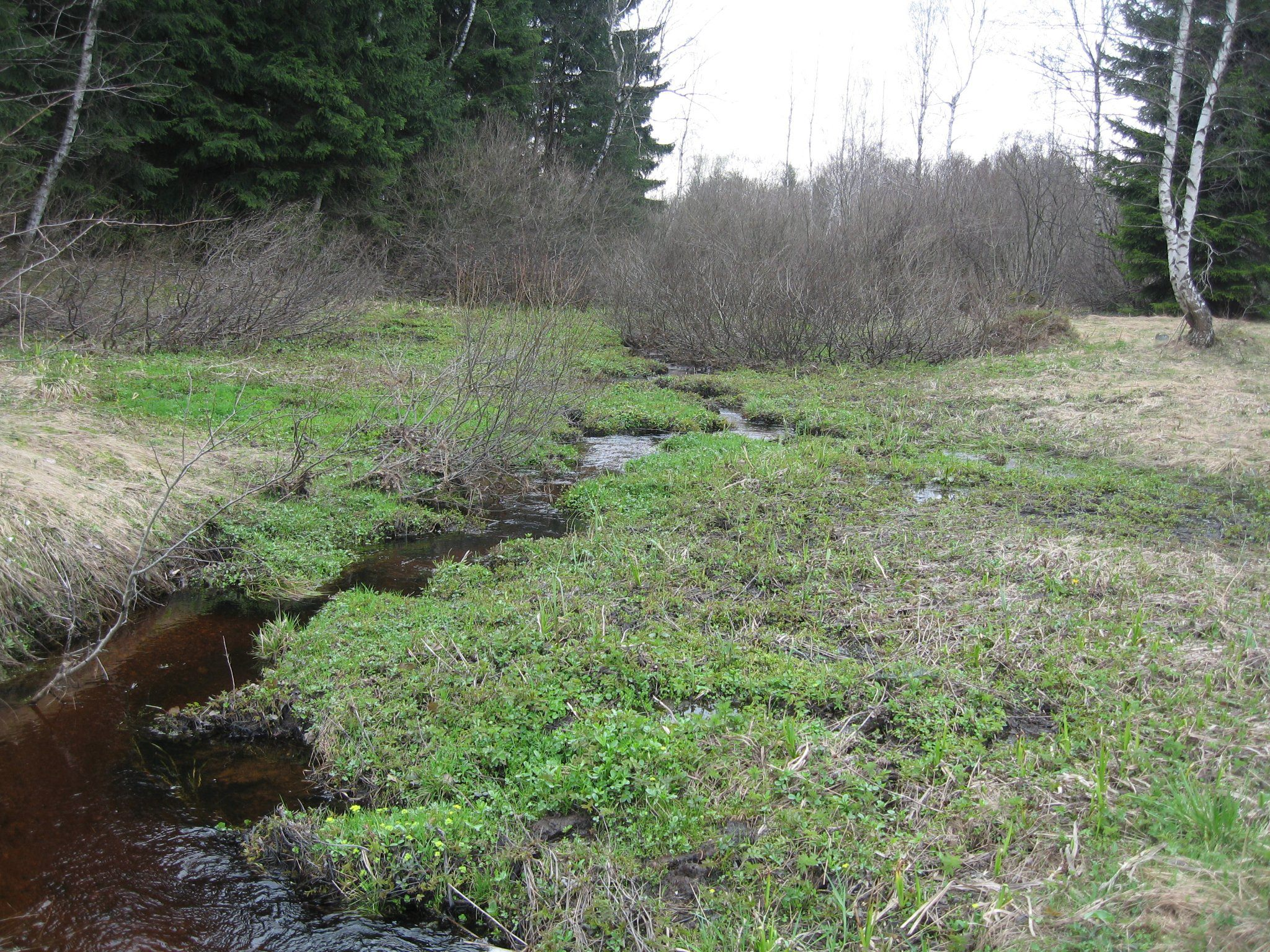
Meandry Rábenky těsně nad ústím do Maxovského rybníka

Z leteckého snímku z roku 1938 vyplývá, že v této době byla prakticky celá oblast dnešní rezervace odlesněná, vyjímaje menší lesní porost v jižní oblasti území. Většina odlesněného území byla využívána jako pastviny, menší část území byla využívána jako orná půda, zejména v okrajových oblastech. Velmi pravděpodobně se jedná o nejvyšší dosažené hospodářské využití území, zejména umožněná díky četným drenážím a zemědělské práci v oblasti. Dochází také k napřímení původně meandrovitého toku Rábenky a vybudování vodní nádrže v jižní části území.
Po skončení druhé světové války, byla v souvislosti s Benešovými dekrety oblast rozsáhle vylidňována, což vedlo k úpadku péče o krajinu, zejména v mokřadních a rašelinných oblastech. Z tohoto důvodu dochází k šíření náletových dřevin a tvoření menších remízků v méně podmáčených částech. Jedná se o porosty poměrně pestrého druhového složení, v mokřadních oblastech tvořených zejména smrkem ztepilým (Picea abies), břízou bělokorou (Betula pendula), topolem osikou (Populus tremula) a vrbou ušatou (Salix aurita). V rašelinném terénu se, zejména v okolí Rábenky, přirozeně rozšířil smrk, i když byl částečně nejspíše uměle vysazen, nejstarší stromy v oblasti jsou pak s největší pravděpodobností více než 100 let staré.
K výraznějšímu úpadku hospodaření dochází v sedmdesátých letech 20. století, což také znamená, že území nezasáhly meliorační akce pro toto období obvyklé.
Rezervace byla vyhlášena 1. září 1994, od té doby nedošlo k žádnému přehlášení stupně ochrany. Roku 2013 došlo pouze ke změně výměry a zmenšení ochranného pásma.
V posledních letech[kdy?] došlo zejména v okolí Maxovského rybníka a severní oblasti rezervace k prosvětlení a prořezu pionýrských dřevin, zejména vrby ušaté.

## Přírodní poměry

### Geomorfologie
Geomorfologicky území spadá do Krkonošsko-jesenické subprovincie, krkonošské oblasti, celku Jizerské hory, podcelku Jizerská hornatina a okrsku Bedřichovská vrchovina. Většinu geologického podkladu tvoří zrnitá žula až výrazně porfyrický granodiorit s nižším podílem alkalických živců. Na povrchu vystupují náhodně rozmístěné žulové balvany. Reliéf má charakter mělké, rovinaté, na okrajích mírně svažité pánve. Místní horské klima není tak drsné jako v centrální oblasti Jizerských hor, s roční průměrnou teplotou 5,5 °C a průměrnými ročními srážkami 1250 mm. Tyto podmínky vedou k větší pestrosti fauny a flóry. Půdní typy jsou výrazně ovlivněné vlhkostí prostředí, jedná se zejména o organozemní a humózní gleje, místy přecházející až v organozemě (rašelina).

### Hydrologie
Celým územím rezervace, zhruba jejím středem, protéká potok Rábenka, který v rezervaci a přilehlých svazích pramení a následně ústí do Rýnovické Nisy (mimo území rezervace). Na západním okraji území je vybudována průtočná nádrž, Maxovský rybník, jehož hladina měří na délku téměř 70 m a na šířku 20 m. V litoriálu nádrže je koncentrováno největší množství ohrožených mokřadních druhů. Výrazná část území je z důvodů existence velkého množství pramenišť trvale zamokřena, hladina podzemních vod se v celé oblasti blíží půdnímu povrchu.

### Flóra

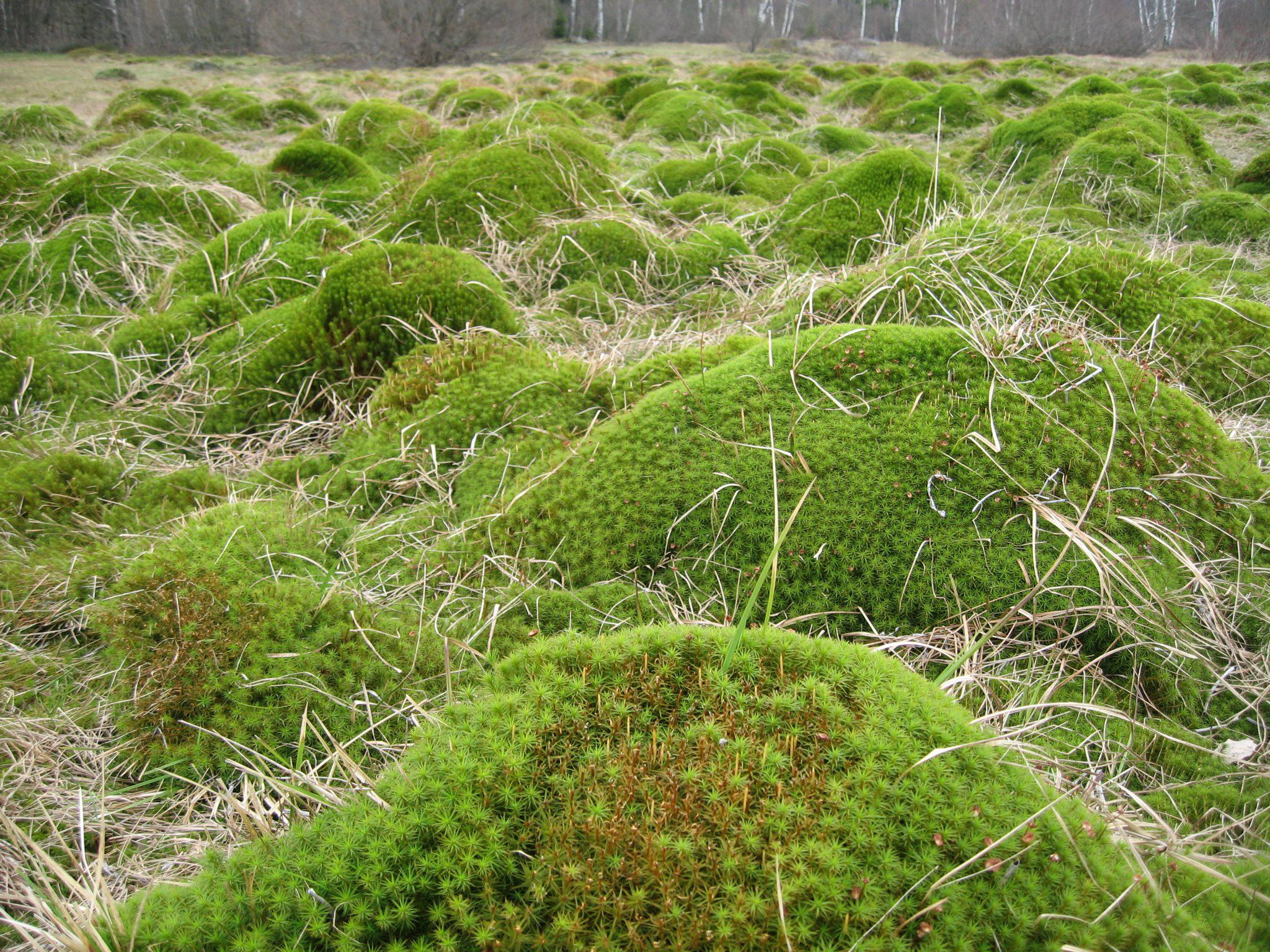
Kupky mechu rodu polytrichum z blízkosti

Většina vegetačního porostu je tvořena z větší části ostřicovými loukami svazu Caricion fuscae s přechody do pcháčových luk svazu Calthion. V oligotrofnějších rašelinných polohách jsou rozšířena společenstva přechodových rašelinišť svazu Sphagno recurvi-Caricion canescentis. Na vyvýšenějších partiích lze nalézt vlhké smilkové louky svazku Violion caninae, na rozdíl od výrazně eutrofnějších pramenišť, která obsahují tužebníková lada. Na některých místech jsou také rozšířeny degradační stadia s porostem orobince širolistého (Typha latifolia), chrasticí rákosovitou (Phalaris arundinacea) a rákosem obecným (Phragmites australis). Sušší oblasti, nacházející se v okrajových částech rezervace, pokrývají mezofilní louky svazů Arrhenatherion a Polygono-Trisetion, i v dnešní době pravidelně sečené. Nevelká část území je porostlá lesními společenstvy. Většinou jde o menší remízky sukcesního charakteru, někdy se staršími jádry. Mezi významnější patří vlhké deluviální až suťové lesíky s jasanem ztepilým (Fraxinus excelsior) a javorem klenem (Acer pseudoplatanus). V blízkosti potoka jsou vyvinuty podmáčené smrčiny. Další oblasti lesního porostu mají výraznější pionýrský charakter, nejčastěji jsou porostlé vrbou ušatou (Salix aurita).
Květena na Malé Straně je oproti celkové květeně Jizerských hor velmi bohatá, čítá zhruba 300 druhů vyšších rostlin, z nichž je v současnosti řazeno 29 do červeného seznamu (1 v kategorii C1, 5 v kategorii C2, 13 v kategorii C3 a 10 v kategorii C4). Do zvláště chráněných lze zařadit 13 druhů, z nichž jsou 4 silně ohrožené a 9 ohrožených. Některé z těchto druhů však nebyly v poslední době zjištěny, jiné pak rostou spíše mimo oblast rezervace. Mezi nejcennější rostliny patří všivec bahenní (Pedicularis palustris), všivec lesní (Pedicularis sylvatica) a zdrojovka potoční (Montia hallii). K dalším vzácným rostlinám pak patří pětiprstka žežulník (Gymnadenia conopsea), rosnatka okrouhlolistá (Drosera rotundifolia) a vachta trojlistá (Menyanthes trifoliata). K, naopak, pro tuto oblast velmi běžným rostlinám, patří prha arnika (Arnica montana), prstnatec májový (Dactylorhiza majalis) a prstnatec Fuchsův (Dactylorhiza fuchsii). Z dále vzácnějších rostlin zde můžeme nalézt pastarček potoční (Tephroseris crispa), škardu čertkusolistou (Crepis mollis subsp. hieracioides), jestřábník oranžový (Hieracium aurantiacum), vemeník zelenavý (Platanthera chlorantha), koprník štětinolistý (Meum athamanticum) a vrbovku tmavou (Epilobium obscurum). V lesních remízcích lze natrefit na kýchavici bílou Lobelovu (Veratrum album subsp. lobelianum), pitulník horský (Galeobdolon montanum), mléčivec alpský (Cicerbita alpina), starček hercynský (Senecio hercynicus), kakost lesní (Geranium sylvaticum), kozlík bezolistý (Valeriana excelsa subsp. sambucifolia), lilii zlatohlavou (Lilium martagon), pryskyřník platanolistý (Ranunculus platanifolius) a čípek objímavý (Streptopus amplexifolius).

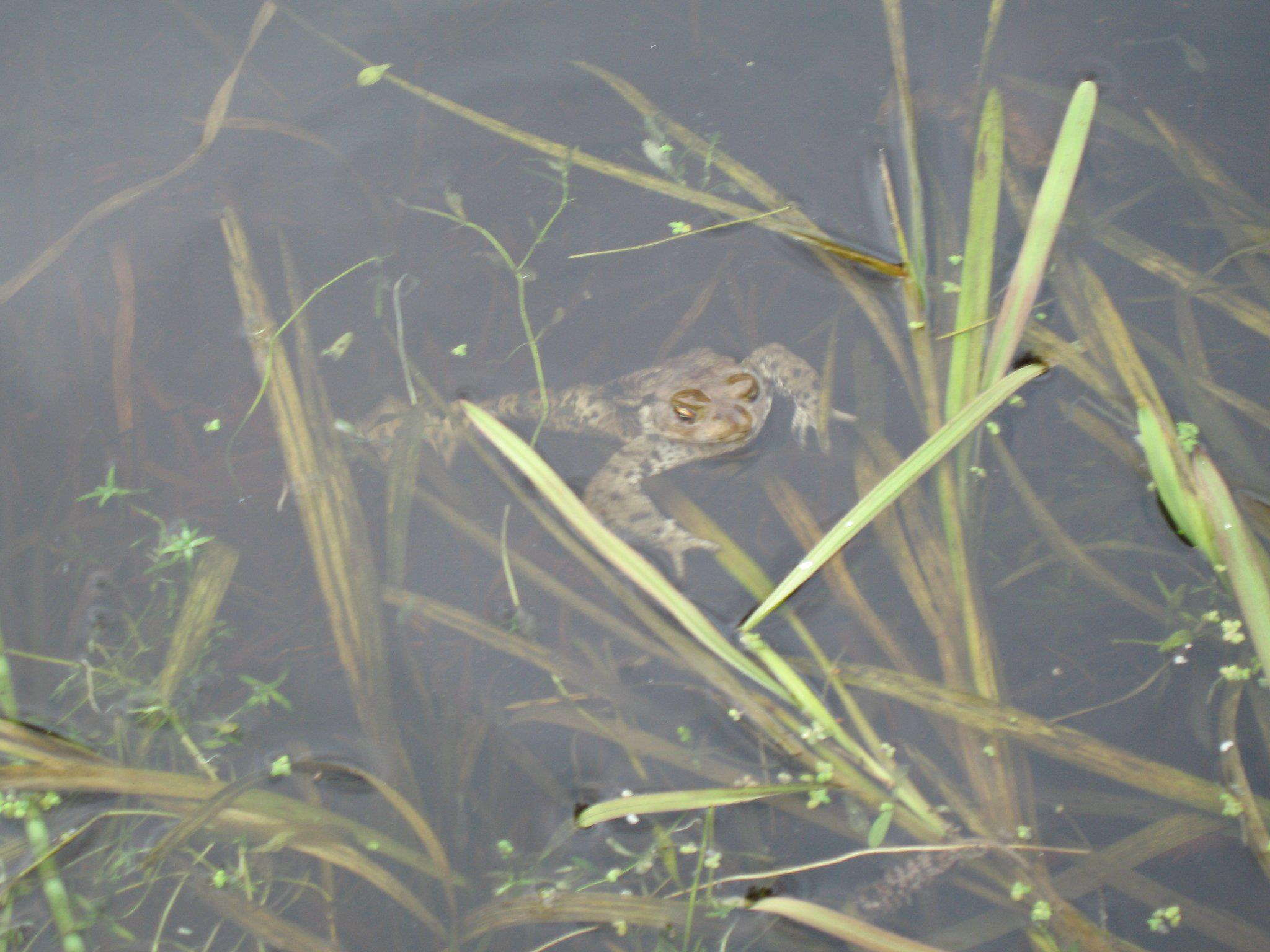
Skokan hnědý v Maxovském rybníce

### Fauna
Díky druhové pestrosti vyšších rostlin je v rezervaci vysoká diverzita bezobratlých živočichů, zejména fytofágního hmyzu. Během jediného nočního odchytu motýlů, lákaných na světlo, zde bylo zjištěno více než sto druhů. Vlhké polohy jsou domovem deviti druhů vážek, včetně ohrožené vážky tmavé (Sympetrum danae).
Mezi nejčastější obojživelníky patří skokan hnědý (Rana temporaria) ropucha obecná (Bufo bufo) a čolek horský (Triturus alpestris). Mezi plazy pak slepýš křehký (Anguis fragilis) užovka obojková (Natrix natrix) a zmije obecná (Vipera berus).
Rezervace nabízí dostatek potravy a klidného prostoru pro hnízdění velkého množství ptáků, často ohrožených. K nejvzácnějším patří bekasina otavní (Gallinago gallinago), chřástal polní (Crex crex) a bramborníček hnědý (Saxicola rubetra).
Savci na území rezervace nebyli nikdy systematicky sledováni. Nacházejí se zde typičtí zástupci pro celou oblast Jizerských hor. Pravidelně zde lze pozorovat srnce obecného (Capreolus capreolus), zajíce polního (Lepus europaeus), lišku obecnou (Vulpes vulpes) a zejména v zimních měsících jelena lesního (Cervus elaphus).

## Turismus

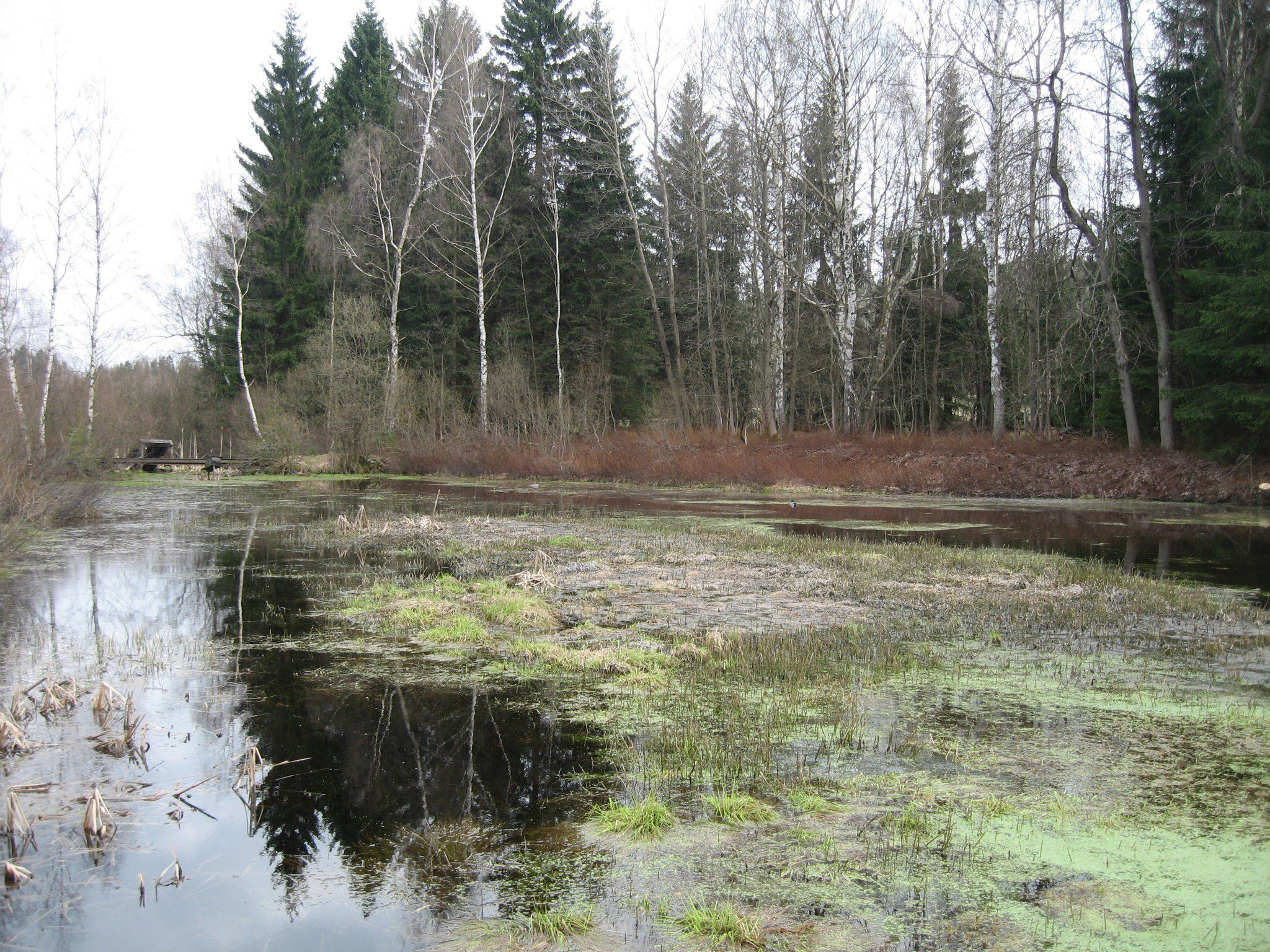
Zarostlá hladina Maxovského rybníka těsně před odbahněním a opravou hráze

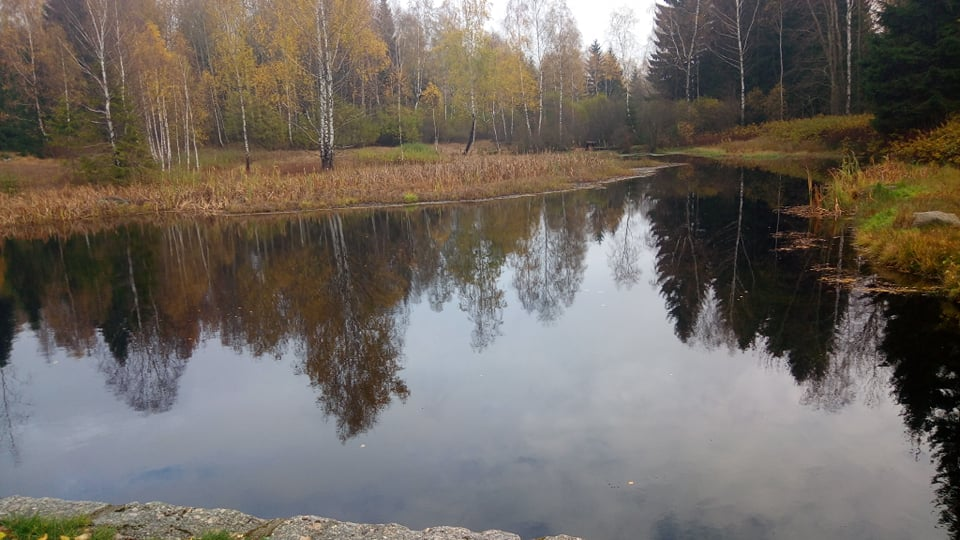
Hladina Maxovského rybníka po jeho odbahnění

Oblast přírodní rezervace se nachází v turisticky velmi navštěvované oblasti CHKO Jizerské hory. Sama Malá Strana však turisticky navštěvována příliš není. Skrz oblast nevede žádná turisticky značená stezka, pouze pár menších pěšin využívaných spíše místními. V blízkosti se nachází v létě turisticky navštěvované rozhledny Slovanka a Bramberk, v zimě pak oblíbené lyžařské středisko Severák-Hrabětice. V zimě též vede skrz rezervaci strojně upravovaná běžecká stopa, která je součástí Jizerské magistrály a byla dohodnuta se souhlasem správy chráněné krajinné oblasti Jizerské hory za účelem minimalizace poškození porostů lyžaři.

## Ochrana
Předmětem ochrany je přírodovědně nejcennější komplex mokřadních až rašelinných horských luk v Jizerských horách a ochrana vzácných druhů na tomto území rostoucích a žijících. Ochrana území započala roku 1994, došlo k posečení zamokřených luk a každoročnímu sečení trávníků v okrajových částech.
V roce 2004 byl zhotoven nový plán péče, který ukládal sekat zamokřené louky v minimálně pětiletém intervalu a mezofilní louky v intervalu jeden až dva roky.
V roce 2012 začala hladina Maxovského rybníka klesat a zarůstat přes únosnou mez, což vedlo k ohrožení výskytu vzácných rostlin. Správa CHKO Jizerské hory z toho důvodu vytvořila projekt na opravu hráze, výpusti a odbahnění nádrže. Práce byly dokončeny ke konci následujícího roku.
Roku 2013 byl vytvořen návrh na změnu hranic rezervace a ochranného pásma, což vedlo ke zmenšení výměry rezervace na současných 26,62 ha a ochranného pásma na 7,76 ha.

## Galerie

Fotogalerie Malá Strana
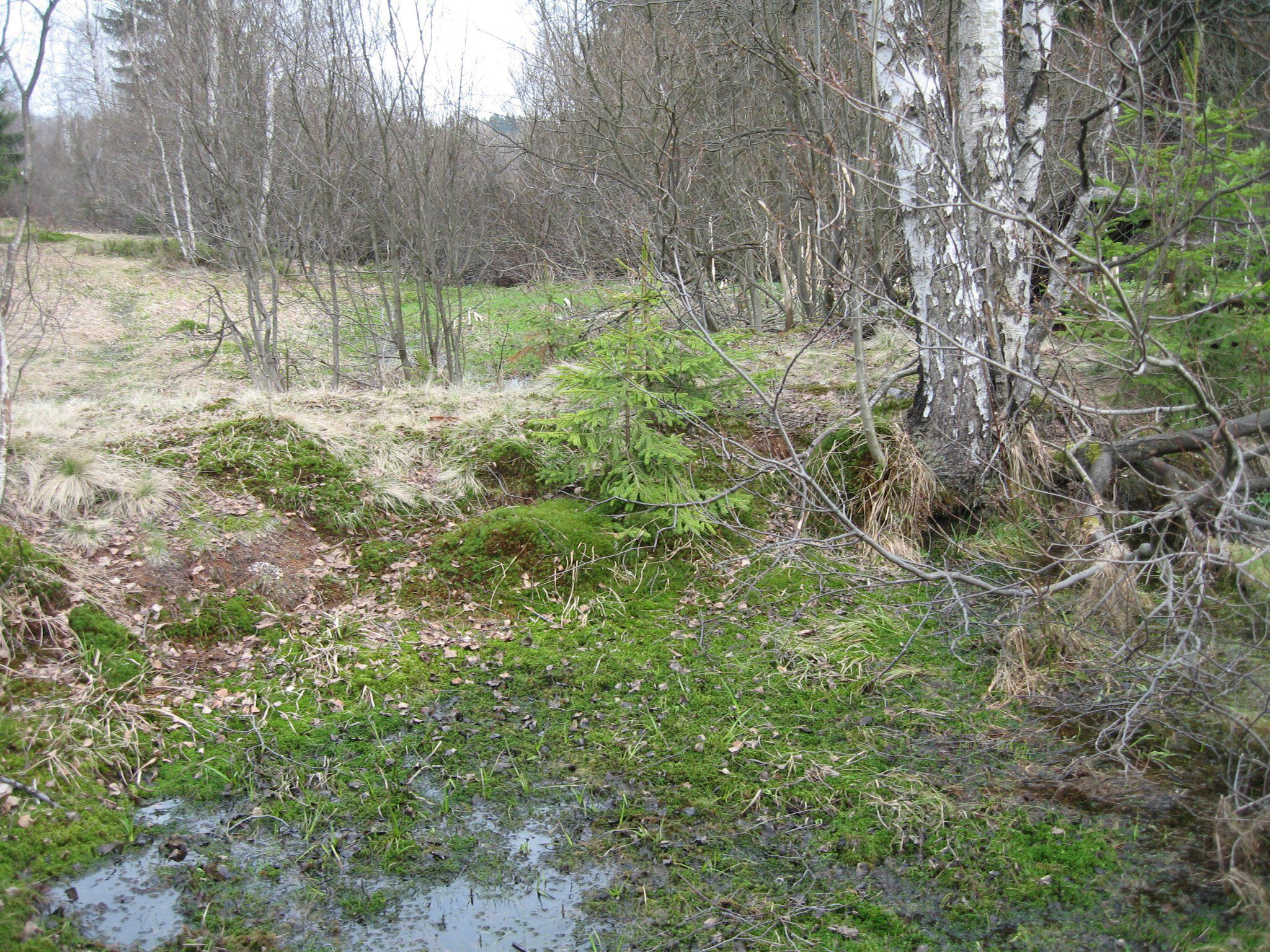
Mokřad na Malé Straně
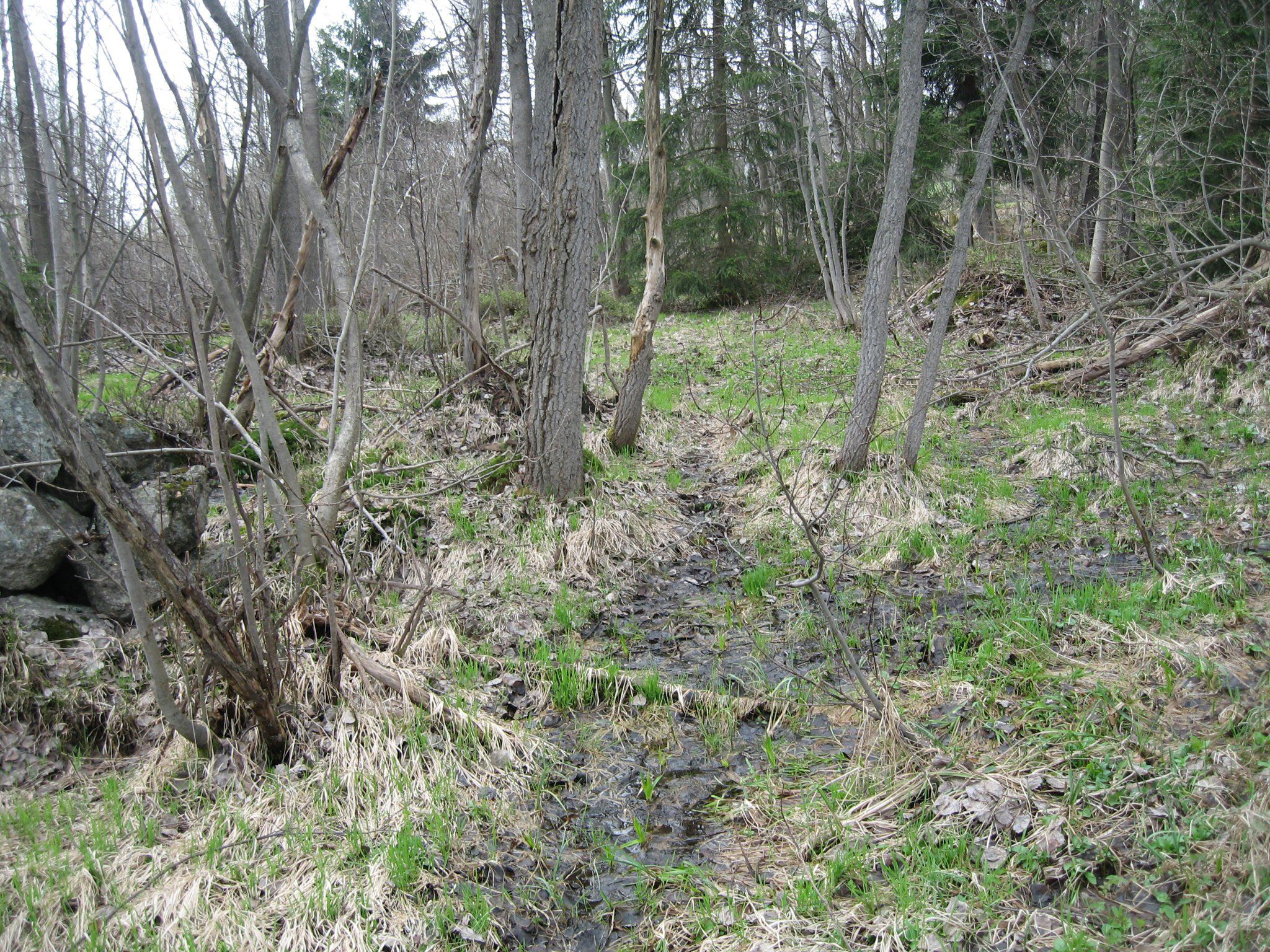
Podmáčený pionýrský porost
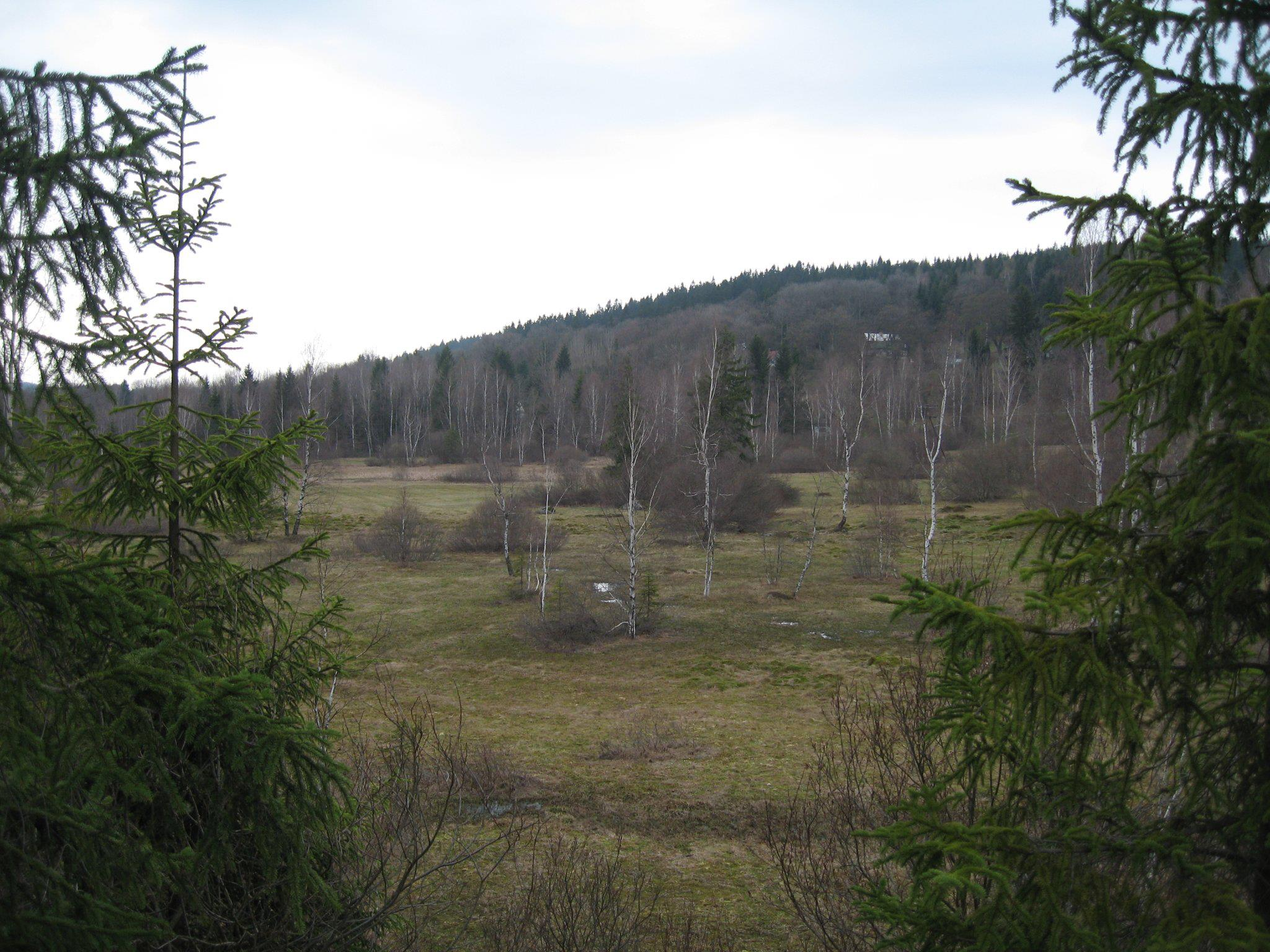
Centrální část rezervace
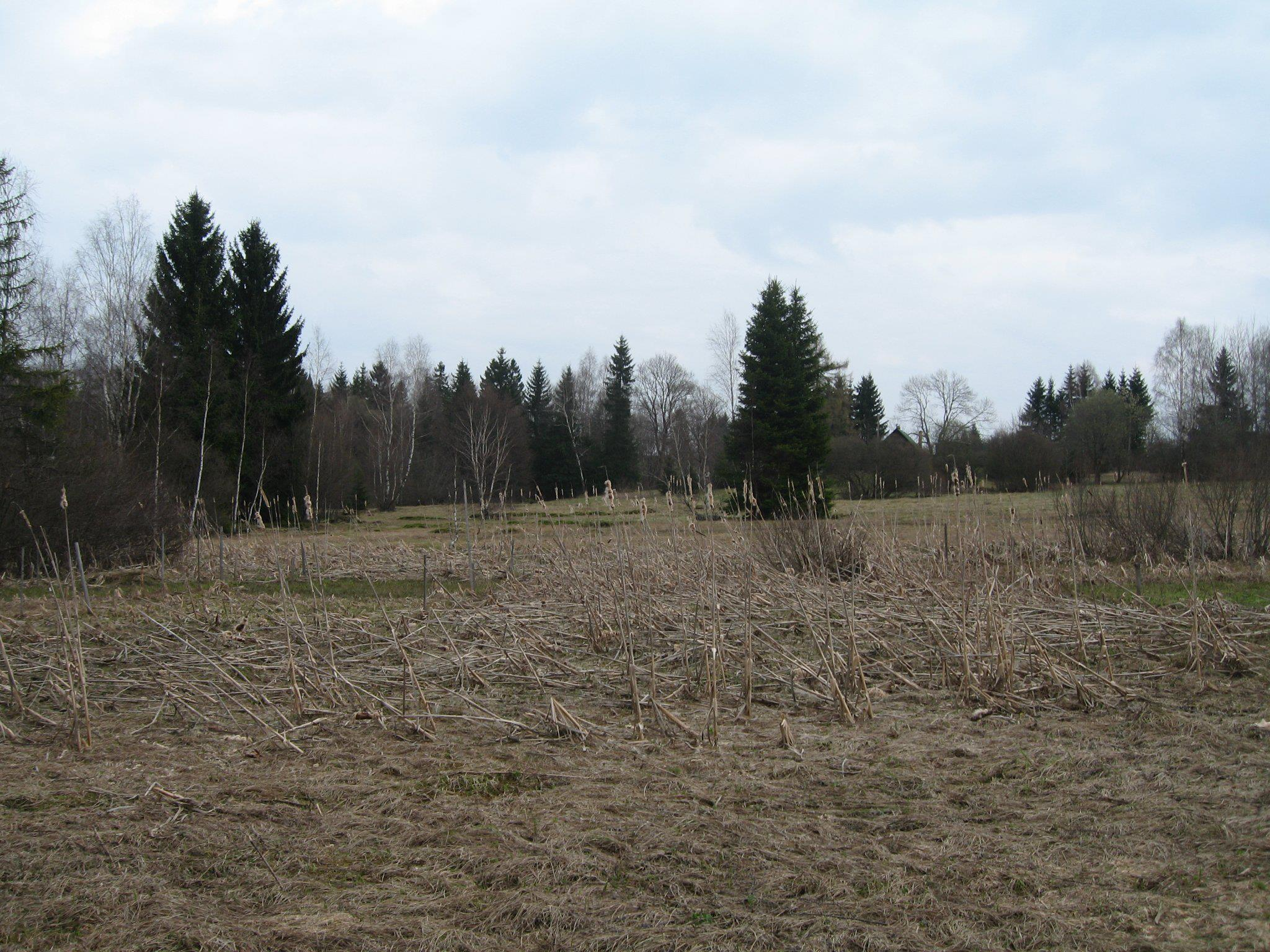
Poválený porost orobince širolistého
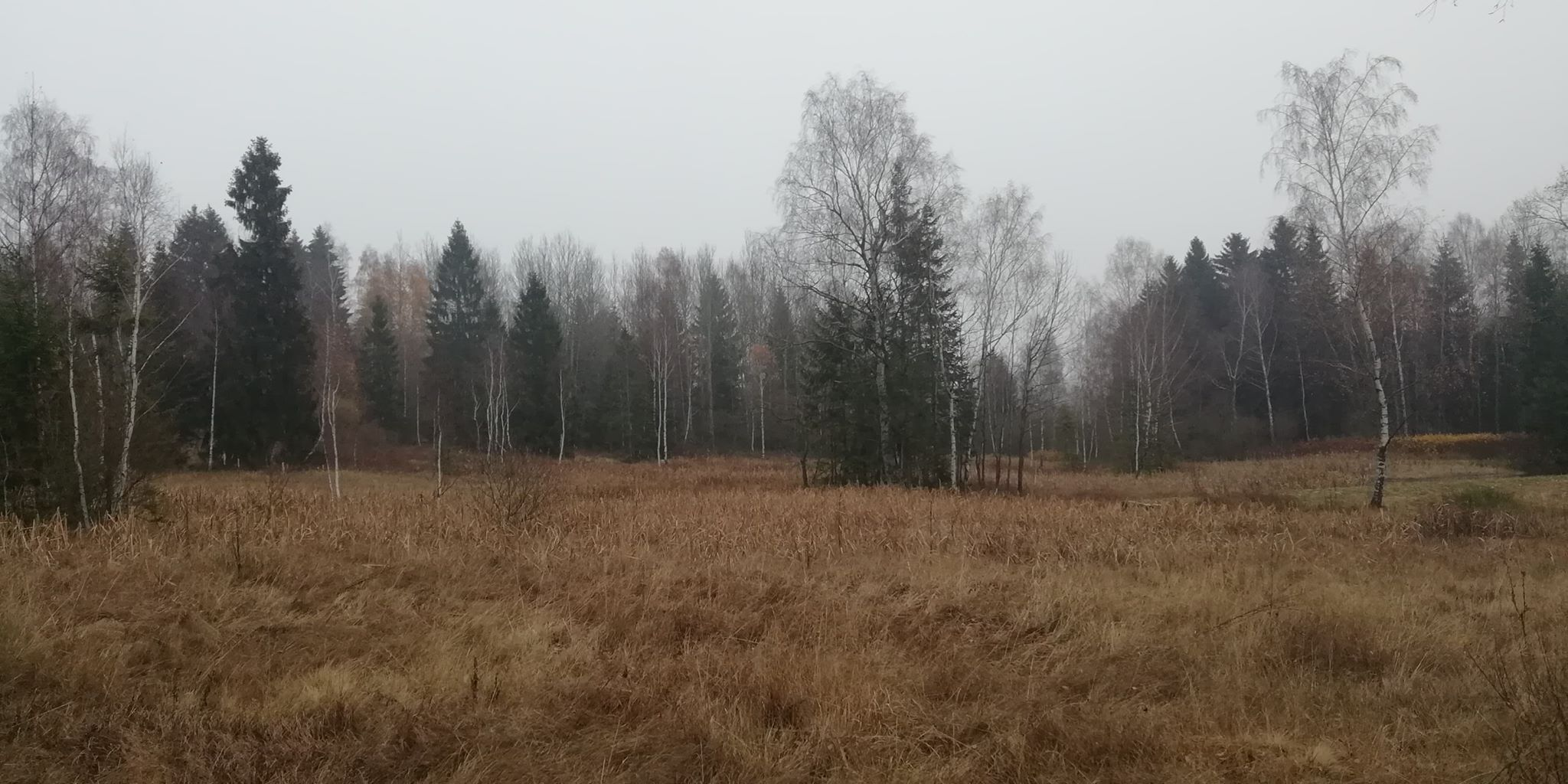
Mokřad na Malé straně
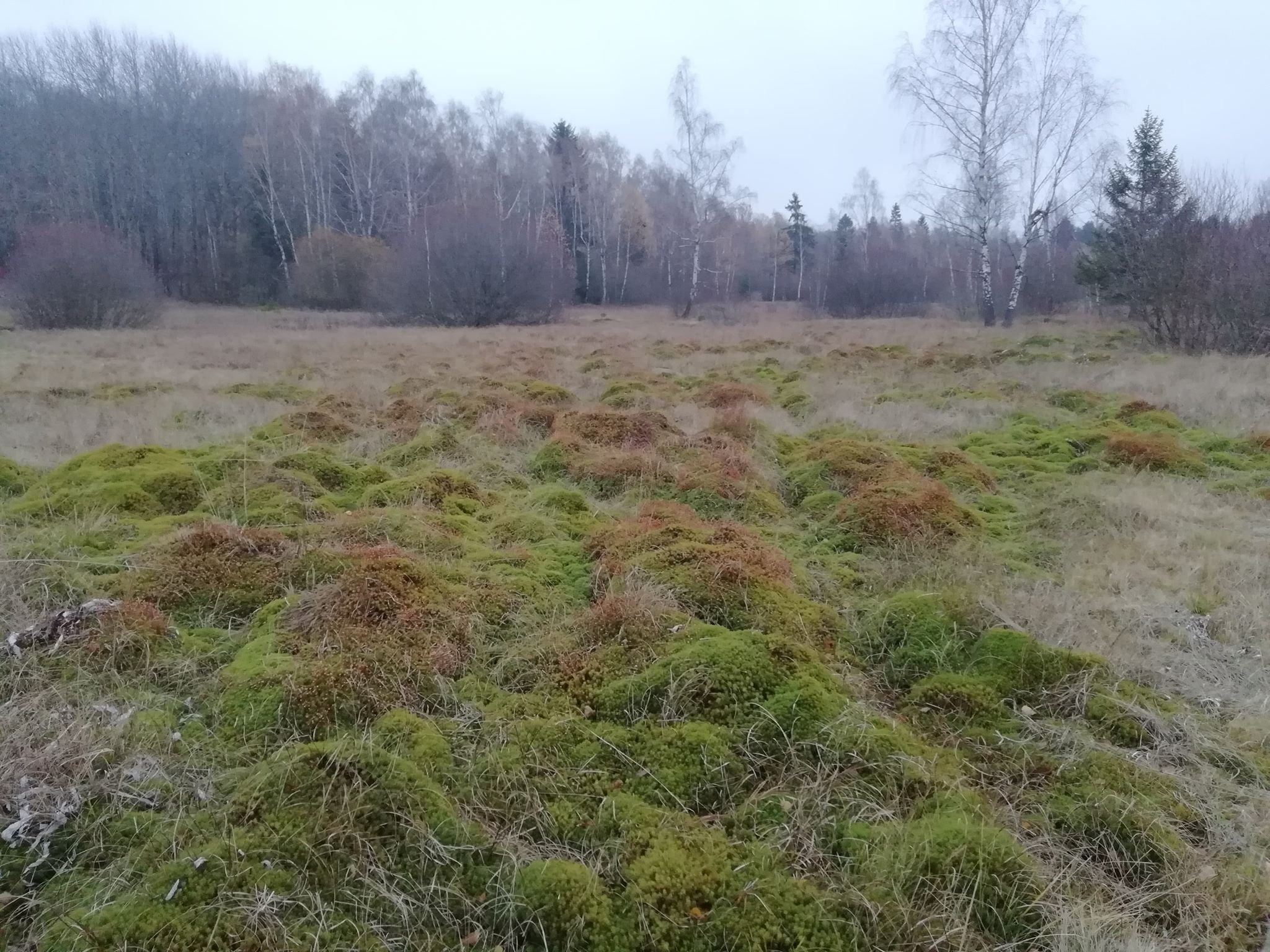
Kupky mechu rodu ploník
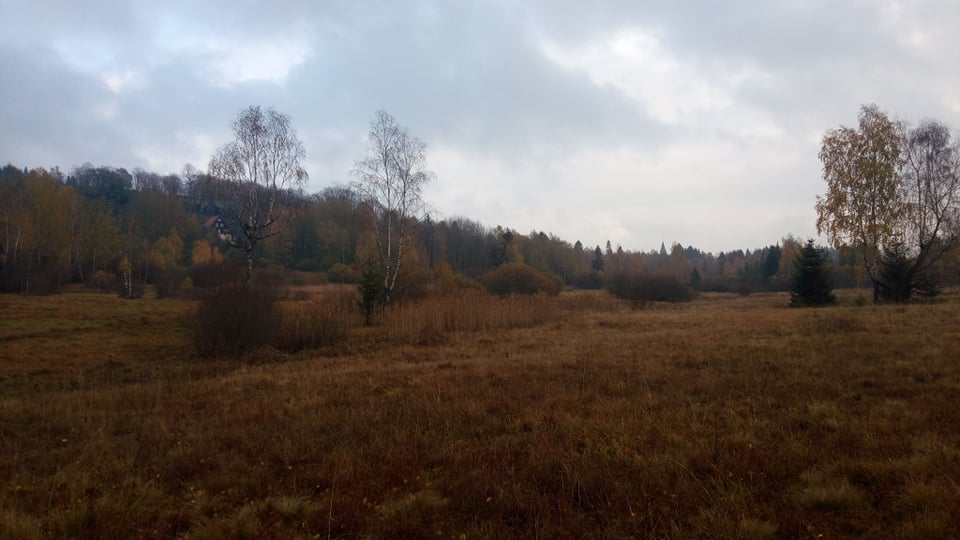
Louky
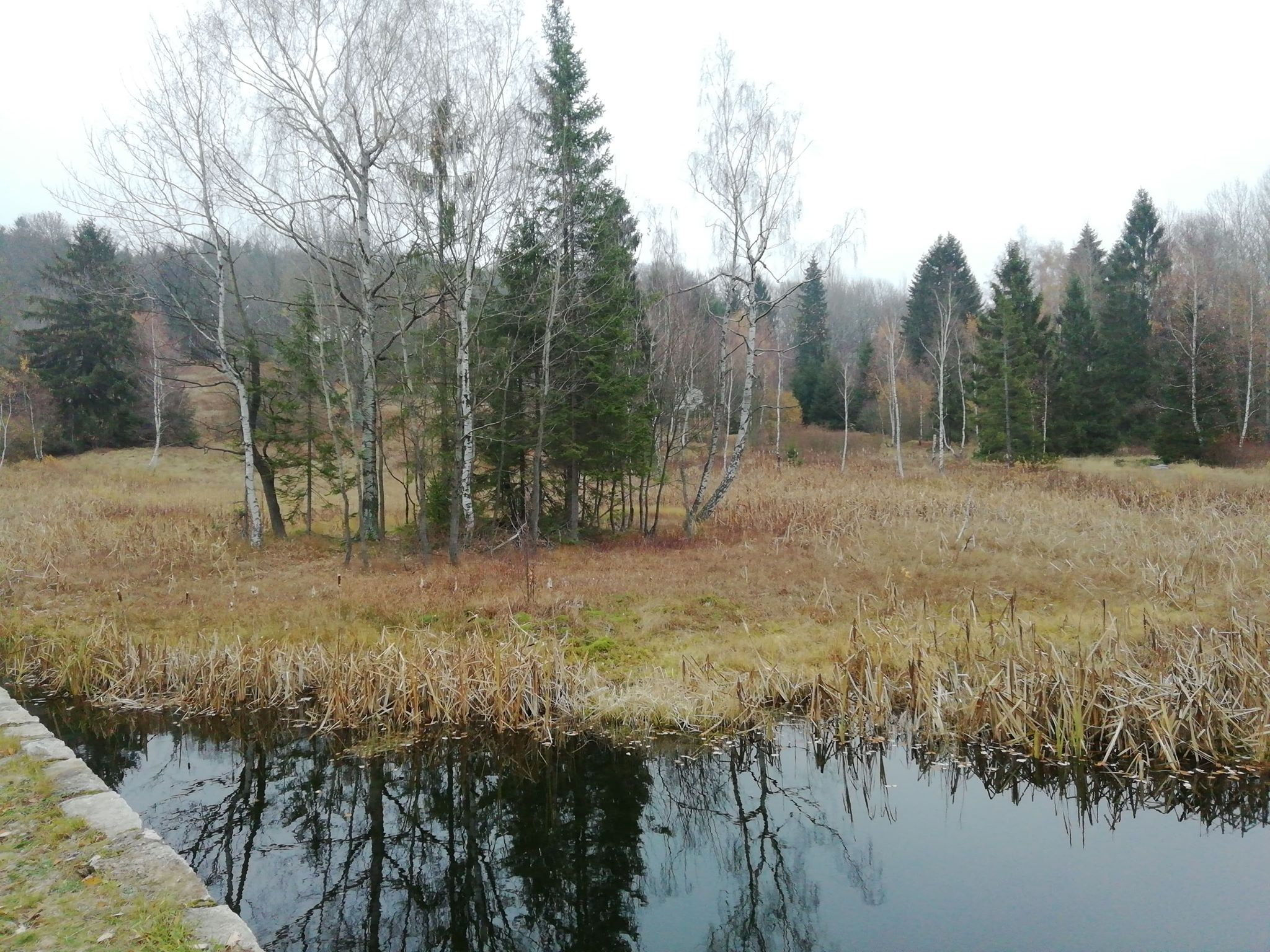
Remízek v blízkosti hráze Maxovského rybníka